# Landskapsfiskar
Varje landskap har ett antal symboler som skall vara speciella för just den delen av Sverige. Detsamma gäller även för Finlands landskap.
Svenska Fiskeriverket valde med hjälp av fiskevattenägare, sportfiskeklubbar och yrkesfiskare ut landskapsfiskarna år 1994. 

## Landskapsfiskar i Sverige
| Landskap      | Fisk                                 | Bild |
| ------------- | ------------------------------------ | ---- |
| Blekinge      | Torsk Gadus morhua                   |      |
| Bohuslän      | Makrill Scomber scombrus             |      |
| Dalarna       | Elritsa Phoxinus phoxinus            |      |
| Dalsland      | Hornsimpa Myoxocephalus quadricornis |      |
| Gotland       | Piggvar Scophthalmus maximus         |      |
| Gästrikland   | Strömming Clupea harengus membras    |      |
| Halland       | Lax Salmo salar                      |      |
| Hälsingland   | Id Leuciscus idus                    |      |
| Härjedalen    | Harr Thymallus thymallus             |      |
| Jämtland      | Öring Salmo trutta fario             |      |
| Lappland      | Fjällröding Salvelinus alpinus       |      |
| Medelpad      | Abborre Perca fluviatilis            |      |
| Norrbotten    | Siklöja Coregonus albula             |      |
| Närke         | Benlöja Alburnus alburnus            |      |
| Skåne         | Ål Anguilla anguilla                 |      |
| Småland       | Mal Silurus glanis                   |      |
| Södermanland  | Braxen Abramis brama                 |      |
| Uppland       | Asp Aspius aspius                    |      |
| Värmland      | Nors Osmerus eperlanus               |      |
| Västerbotten  | Flodnejonöga Lampetra fluviatilis    |      |
| Västergötland | Lake Lota lota                       |      |
| Västmanland   | Gös Sander lucioperca                |      |
| Ångermanland  | Sik Coregonus lavaretus              |      |
| Öland         | Skrubbskädda Platichthys flesus      |      |
| Östergötland  | Gädda Esox lucius                    |      |

## Landskapsfiskar i Finland
| Landskap          | Fisk               |
| ----------------- | ------------------ |
| Åland             | Gädda              |
| Egentliga Finland | Strömming          |
| Nyland            | Gös                |
| Östra Nyland      | Havsöring          |
| Kymmenedalen      | Skarpsill          |
| Karelen           | Saimenlax          |
| Satakunda         | Nejonögon          |
| Tavastland        | Braxen             |
| Birkaland         | Asp                |
| Savolax           | Siklöja ("mujkan") |
| Mellersta Finland | Insjööring         |
| Österbotten       | Sik                |
| Kajanaland        | Nors               |
| Lappland          | Lax                |

Observera att Tavastland, Österbotten, Savolax och Karelen är förvaltningsvis delade till flera landskap, men de har landskapsfisken gemensam.